# Preppy
Als Preppy, Preppie oder Prep werden im englischen Sprachraum Schüler beziehungsweise Absolventen einer renommierten weiterführenden Schule („Preparatory school“) bezeichnet, die aus einem wohlhabenden Elternhaus stammen, das oft der Bevölkerungsgruppe der so genannten WASPs angehört, eher konservativ eingestellt ist und die einen entsprechenden Lebensstil pflegen. Von Kritikern werden sie gern als Snobs angesehen.
Die Wortschöpfung entstand in den 1950er Jahren in den Vereinigten Staaten, speziell in Neuengland. Die Kurzbezeichnung prep für Schüler der „Preparatory schools“ fand Aufnahme in den allgemeinen Sprachgebrauch; seitdem ist preppy/preppie die Bezeichnung für den Lebensstil und auch für den Dresscode dieser Personengruppe.
In Wörterbüchern wird das Wort mit „adrett“ und umgangssprachlich mit „schnieke“ übersetzt.
Preppy gilt dabei nicht bloß als eine Kleidermode, sondern als ein elitärer Lebensstil von Personen mit deutlichem Selbstwertgefühl und konservativer Lebenseinstellung, die ihre (gewünschte oder faktische) Zugehörigkeit zu einer gehobenen sozialen Schicht unterstreichen möchten und ihren materiellen Wohlstand als selbstverständlich empfinden, ihn aber nicht ausgesprochen (sondern eher mit Understatement) zur Schau stellen wollen.
Der Ivy Look aus den 1960er Jahren ist gleichzeitig eine Moderichtung des Preppy-Stils, die aus den Universitäten der Ivy League im Nordosten der USA stammt. Ein Beispiel für den Einfluss ist Mike Nichols’ Film Die Reifeprüfung aus dem Jahre 1967: die Hauptfigur Benjamin Braddock ist ein Preppy.
Die Styling-Grundregeln erinnern an den Popper-Stil der 1980er Jahre. Polohemden, Tweedanzüge, Blazer im Schuluniform-Look, Cordjacken mit Ellenbogenschonern, Button-down-Hemden, Chinohosen und Mokassins gehören genauso dazu wie Monogramme und Wappen, Hornbrille, Chronograph und schmale Gürtel als Accessoires. Es werden beispielsweise Designelemente aus der Segelsport-Mode mit klassischen britischen (schottischen) Mustern (Karo-, Streifen- und Rautenmuster, Argyle-Muster genannt) kombiniert; die Materialien sind hochwertig und exklusiv (zum Beispiel Kaschmirwolle).
Typische Marken sind beispielsweise Gant, Marc O’Polo, Lacoste, Tommy Hilfiger, L.L. Bean, Abercrombie & Fitch, Polo Ralph Lauren, Lilly Pulitzer, Brooks Brothers, Vineyard Vines, J. Crew und Fred Perry. Mode-Vorbilder der Preppys waren früher der junge John F. Kennedy und seine Frau Jackie; heutzutage Prinz William und Kate Middleton.